# Liski (rejon włodzimierski)
Liski (ukr. Ліски) – wieś na Ukrainie na terenie rejonu włodzimierskiego w obwodzie wołyńskim.